# Ornithopectinidae
Ornithopectinidae zijn een uitgestorven familie van tweekleppigen uit de orde Pectinida.